# ФК Херцеговац Гајдобра
ФК Херцеговац је српски фудбалски клуб из Гајдобре. Основан је 1948. године, а тренутно наступа у ПФЛ Сомбор, петом рангу фудбалског такмичења.